# سایگربن
سایگربن (به آلمانی: Sieggraben) یک منطقهٔ مسکونی در اتریش است که در ناحیه ماترسبورگ واقع شده‌است. سایگربن ۱٬۲۸۵ نفر جمعیت دارد.